# Aldo Dezi
Aldo Luciano Dezi (* 27. Juni 1939 in Castel Gandolfo) ist ein ehemaliger italienischer Kanute.

## Erfolge
Aldo Dezi nahm bei den Olympischen Spielen 1960 in Rom im Zweier-Canadier mit Francesco La Macchia auf der 1000-Meter-Strecke teil. Der Austragungsort, der Albaner See, war Dezis Heimat- und Trainingsstätte. Im Vorlauf belegten sie nach 4:29,24 Minuten den zweiten Rang und qualifizierten sich so für das Finale. In diesem überquerten sie nach 4:20,77 Minuten erneut auf dem zweiten Platz hinter Leanid Hejschtar und Serhij Makarenko aus der Sowjetunion die Ziellinie und gewannen die Silbermedaille. Den dritten Platz belegten die Ungarn Imre Farkas und András Törő, die im Ziel nur zwölf Hundertstelsekunden Rückstand auf die beiden Italiener hatten.
Mit Francesco La Macchia gewann Dezi sowohl im selben Jahr als auch 1961 im Zweier-Canadier über 1000 und über 10.000 Meter die italienischen Meisterschaften. 1970 wurden die beiden nochmals gemeinsam italienischer Meister. Dazwischen gewann Dezi mit seinem Bruder Bruno im Jahr 1968 den Landesmeistertitel.